# Thomas Harke
Thomas Harke (* 27. November 1970 in Wesel) ist ein deutscher Musical-Darsteller und Sänger.

## Biografie

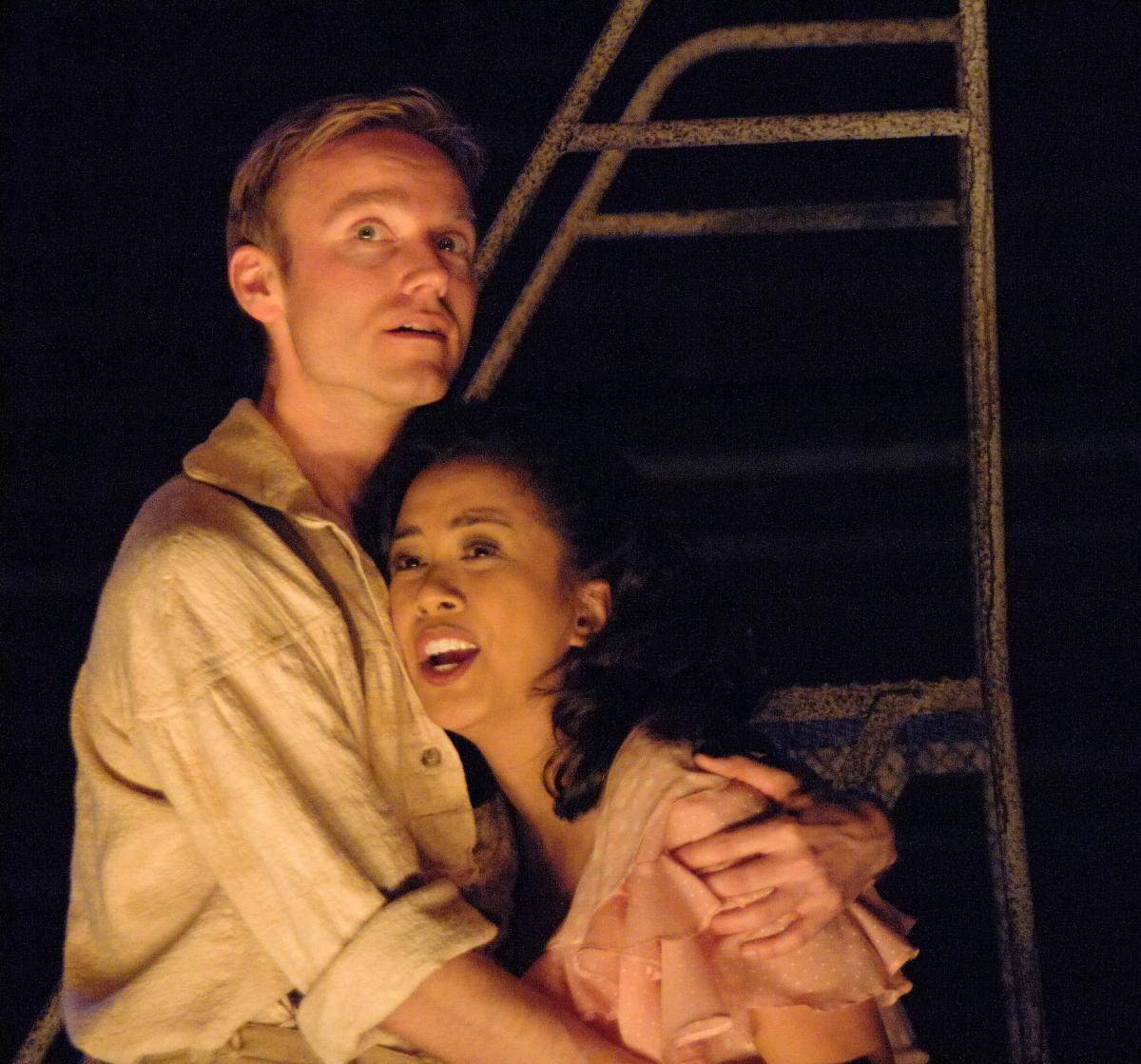
Thomas Harke als Bobby Strong („Urinetown“, re: Denise Woodmansee)

Schon während seiner Ausbildung zum Musicaldarsteller bei Rebeltanz in Münster (1993/1994) spielte Harke im Musical „JFK - The Rock Opera“ die Hauptrolle des amerikanischen Präsidenten sowohl in der Welturaufführung als auch später auf Tour und ist in dieser Rolle auch auf der gleichnamigen CD zu hören. Der Regisseur Harry Kupfer engagierte ihn 1995 für die Rolle des Kronprinzen Rudolph in der Wiener Originalfassung des Musicals ELISABETH. Vier Jahre spielte er dort die Erstbesetzung und ist auf der Live-CD zu hören. Seit einer weiteren Ausbildungsphase an der Stella Academy in Hamburg (1998–2000) ist Harke in Hauptrollen, Uraufführungen und Europäischen Musicalpremieren zu sehen. Er wurde für seine Rollen in „Triumph of Love“ und „Urinetown“ für den „Topper-Award“ beim „European Tournament of Plays“ nominiert und hat diesen auch zusammen mit den ebenfalls nominierten Ensembles/Produktionen gewonnen. Thomas Harke spielt nicht nur in deutschen Produktionen, gut ein Drittel seiner Engagements sind an englischsprachigen Bühnen.

## Musicals
| Musical                                                         | Rolle                                     | Jahr        |
| JFK - The Rock Opera (UA)                                       | John F. Kennedy                           | 1993        |
| JFK - The Rock Opera (Tour)                                     | John F. Kennedy                           | 1995        |
| Elisabeth (Musical)                                             | Kronprinz Erzherzog Rudolf                | 1995–1998   |
| Ludwig II                                                       | Cover Kainz/von Bülow, Rittmeister Hornig | 2000        |
| Der Glöckner von Notre Dame                                     | Phoebus                                   | 2000        |
| Triumph of Love (Europ. Prem.)                                  | Harlequin                                 | 2001        |
| Jekyll & Hyde                                                   | Swing: Stride, Proops, Poole              | 2001        |
| Anything Goes                                                   | Cover Billy Crocker, Ensemble             | 2002/2003   |
| Ein Käfig voller Narren                                         | Chantal                                   | 2003 & 2006 |
| Heesters                                                        | Andi                                      | 2003        |
| Cabaret                                                         | Zweitbes. Cliff, Ensemble                 | 2003/2004   |
| When You wish upon a Star                                       | Solist                                    | 2004        |
| Herzen im Schnee                                                | Bobby                                     | 2004/2005   |
| Sugar - Manche mögen’s heiß!                                    | Gangster                                  | 2005        |
| Honk!                                                           | Regieassistenz, Choreographie             | 2005        |
| Dreigroschenoper                                                | Fingerhaken-Jakob                         | 2005        |
| Urinetown (englischspr. Europ.Prem.)                            | Bobby Strong                              | 2006        |
| Anything goes                                                   | Billy Crocker                             | 2006        |
| Les Misérables                                                  | Marius                                    | 2006        |
| Listen to my Heart - the Songs of David Friedman (Europ. Prem.) | Solist                                    | 2007        |

| Personendaten    | Personendaten                           |
| ---------------- | --------------------------------------- |
| NAME             | Harke, Thomas                           |
| KURZBESCHREIBUNG | deutscher Musical-Darsteller und Sänger |
| GEBURTSDATUM     | 27. November 1970                       |
| GEBURTSORT       | Wesel, Deutschland                      |